# Cantonul Auray
Cantonul Auray este un canton din arondismentul Lorient, departamentul Morbihan, regiunea Bretania, Franța.

## Comune
- Auray (reședință)
- Le Bono
- Crach
- Locmariaquer
- Plougoumelen
- Plumergat
- Pluneret
- Sainte-Anne-d'Auray
- Saint-Philibert